# アイセーポス

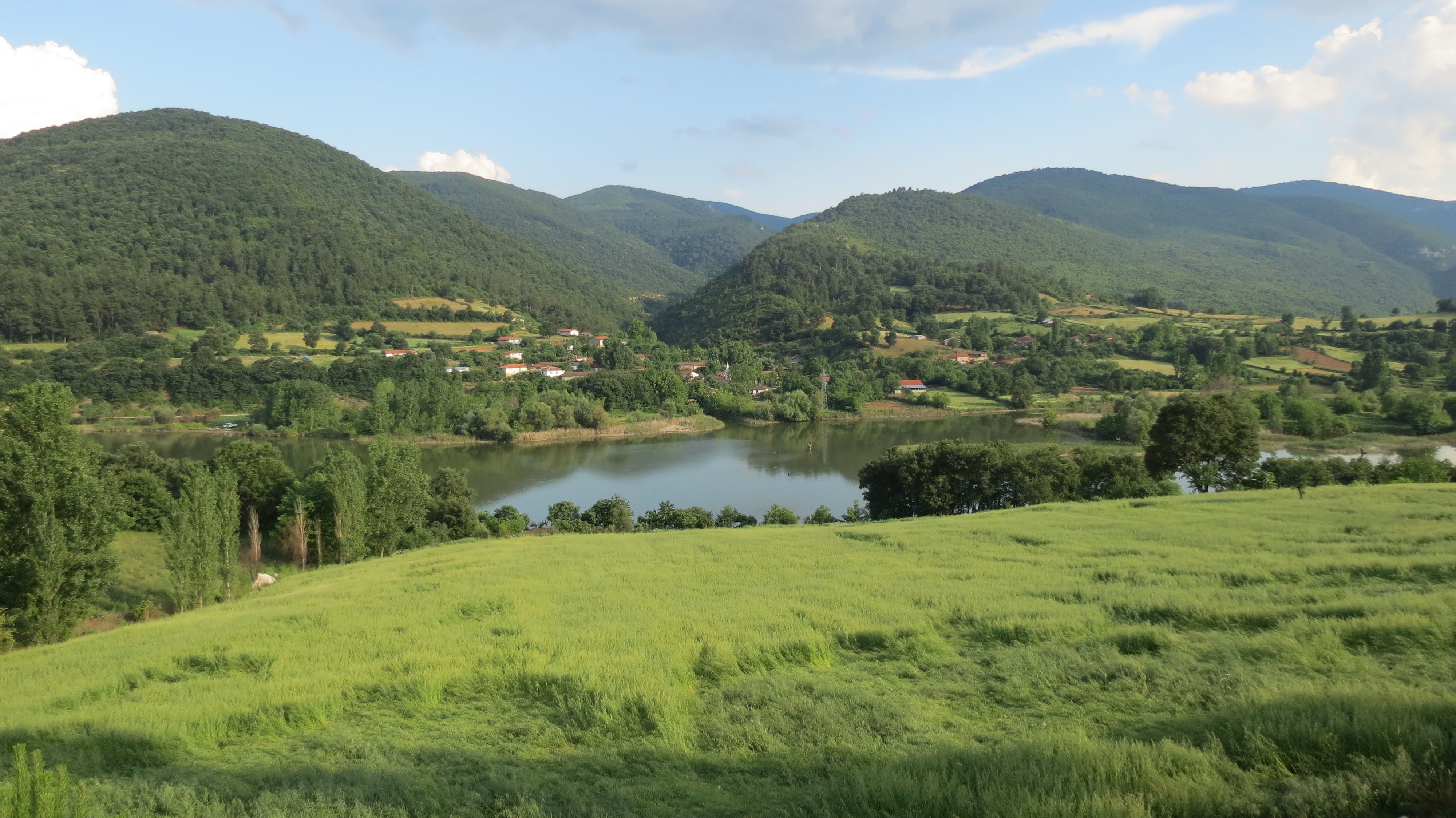
現在のアイセーポス川。

アイセーポス（古希: Αἴσηπος, Aisēpos）は、ギリシア神話の神あるいは人物である。長音を省略してアイセポスとも表記される。主に、
- オーケアノスの子
- ブーコリオーンの子

が知られている。以下に説明する。

## オーケアノスの子
このアイセーポスは、オーケアノスとテーテュースの3000の息子の1人である。トローアス地方西部あるいはミューシア地方を流れてマルマラ海に注ぐアイセーポス川の河神。下流域に同名の都市アイセーポスがあった（現在のギョネン）。

## ブーコリオーンの子
このアイセーポスは、トロイアの王ラーオメドーンの子ブーコリオーンと泉のニュムペーのアバルバレエーの子で、ペーダソスと双子の兄弟。兄弟はトロイア戦争で戦ったが、『イーリアス』初日の戦闘でペーダソスとともにエウリュアロスに討たれた。